# Jean-Luc Bennahmias
Jean-Luc Bennahmias este un om politic francez, membru al Parlamentului European în perioada 2004-2009 din partea Franței. 
1. ↑  Autoritatea BnF, accesat în 10 octombrie 2015
2. ↑  Deputații în Parlamentul European